# Barra (Gambia)
Barra, dawniej: Barrinding – miasto w zachodniej Gambii w dywizji North Bank, około 5,4 tys. mieszkańców (stan z roku 2006). Barra ma regularne połączenie promowe przez rzekę Gambia ze stolicą kraju Bandżulem. Jest to najbardziej uczęszczane połączenie promowe kraju - przez Barra biegnie najkrótsza droga łącząca Bandżul z Dakarem w Senegalu. Rozpoczyna się tu też jedna z ważniejszych tras komunikacyjnych Gambii - North Bank Road.
Na przylądku Barra Point w pobliżu miasta Barra znajduje się historyczny fort, wpisany na listę światowego dziedzictwa UNESCO.